# Viterne
Viterne é uma comuna francesa na região administrativa de Grande Leste, no departamento de Meurthe-et-Moselle. Estende-se por uma área de 23,17 km². Em 2010 a comuna tinha 742 habitantes (densidade: 32 hab./km²).